# Abdelhamid Bacha
 (mars 2021).
Si vous disposez d'ouvrages ou d'articles de référence ou si vous connaissez des sites web de qualité traitant du thème abordé ici, merci de compléter l'article en donnant les références utiles à sa vérifiabilité et en les liant à la section « Notes et références ».
Mahmoud Abdelhamid Bacha (en arabe : عبد الحميد باشا), né le 22 avril 1949 à Alger, est un entraîneur algérien.

## Biographie
Mahmoud Abdelhamid Bacha entraîne l'équipe junior de sa ville natale, le MC Alger.
Puis il prend l'équipe du CR Belouizdad à deux reprises, tout d'abord de 1994 à 1996, puis de 2002 à 2003.

## Palmarès
CR Belouizdad
- Coupe d'Algérie (1) :
  - Vainqueur : 1994-95.
  - Finaliste : 2002-03.

- Supercoupe d'Algérie (1) :
  - Vainqueur : 1995.